# NGC 3933
NGC 3933 is een spiraalvormig sterrenstelsel in het sterrenbeeld Leeuw. Het hemelobject werd in 1871 ontdekt door de Franse astronoom Alphonse Louis Nicolas Borrelly.

## Synoniemen
- UGC 6839
- MCG 3-30-122
- ZWG 97.170
- PGC 37156